# مزار شیخ امان قلی
مزار شیخ امان قلی مربوط به دوره افشار است و در شهرستان رشتخوار، بخش مرکزی، روستای سنگان واقع شده و این اثر در تاریخ ۱۰ دی ۱۳۸۱ با شمارهٔ ثبت ۶۸۶۵ به‌عنوان یکی از آثار ملی ایران به ثبت رسیده است.